# جوناثان ماير
جوناثان ماير (بالإنجليزية: Jonathan Mayer)‏ هو عالم حاسوب ومحامي أمريكي، ولد في 5 فبراير 1987.